# Rodolf d'Hesbaye
Rodolf fou comte de part d'Hesbaye, probablement d'Avernas, vers 940-958.
Era fill del comte Renyer II d'Hainaut. L'esmenta Flodoard el 944. L'1 de juny de 949 subscrivia una donació a l'abadia de Prüm feta per Otó I. Governava el Maasgau segons resulta de carta del 7 d'octubre del 950. A Hesbaye apareix després d'aquesta data, en concret en una donació al bisbat de Lieja el 4 de juliol del 952. Esmentat en una carta del 17 de gener del 966 l'esmenta en passat, però el 24 de gener del 966 apareix fent una donació; el 958 fou desposseït junt amb el seu germà Renyer III del Coll Llarg i aquest enviat a Bohèmia. El comtat fou cedit a Werner d'Hesbaye.
El 966 era viu i va morir posteriorment en data desconeguda.